# La Source bleue (Malbuisson)
Pour les articles homonymes, voir La Source bleue (homonymie).
La source bleue de Malbuisson est une source karstique / résurgence, une cascade et un ruisseau de Malbuisson, qui se jette dans le lac de Saint-Point, dans le massif du Jura / Haut-Doubs en Bourgogne-Franche-Comté. Depuis le 27 décembre 1913, la source fait partie des sites classés du Doubs catégorie A (artistique), pour son eau bleu-vert / turquoise translucide.

## Description
Cette source du sud de Pontarlier est proche du lac de Saint-Point, dans lequel elle se jette (un des plus grands lacs naturels de France). Le lac est traversé par le Doubs. Un parcours de randonnée pédestre « randonnée no 21 La Source Bleue » longe la source, la cascade, la rivière et quelques gours qui délimitent les communes de Malbuisson et de Montperreux, en milieu forestier. La rivière alimentait une ancienne scierie, à ce jour en ruine.

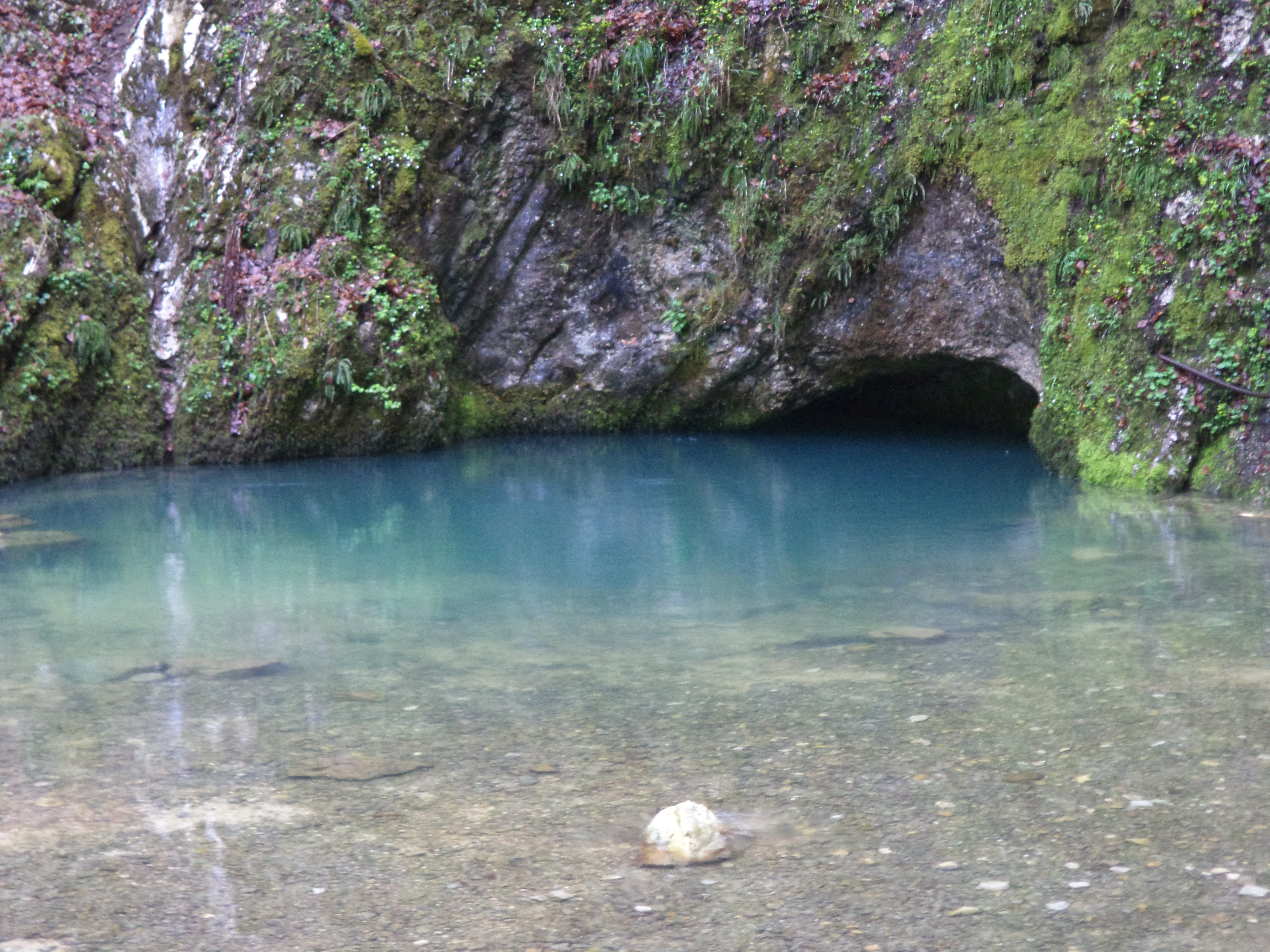
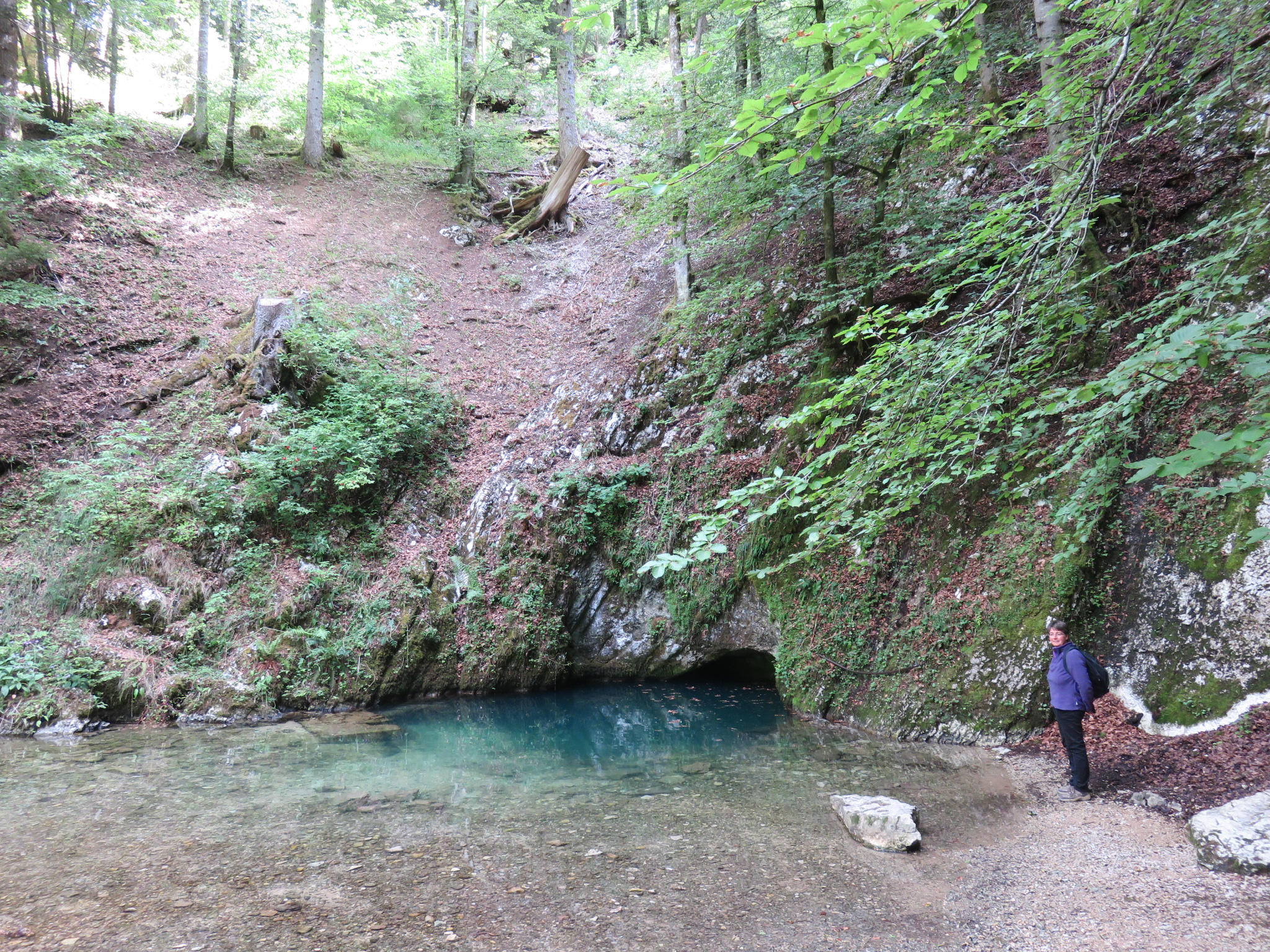
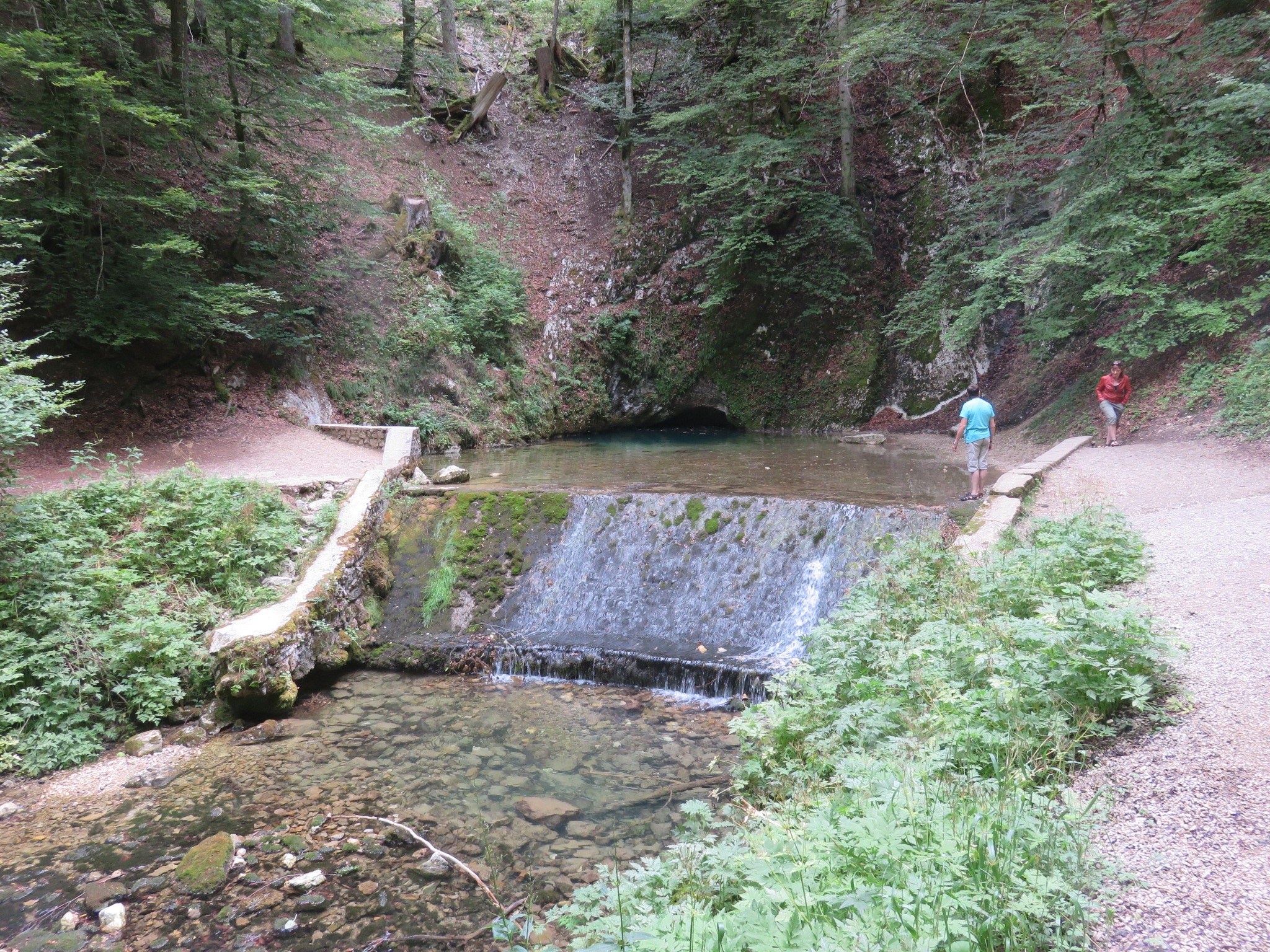
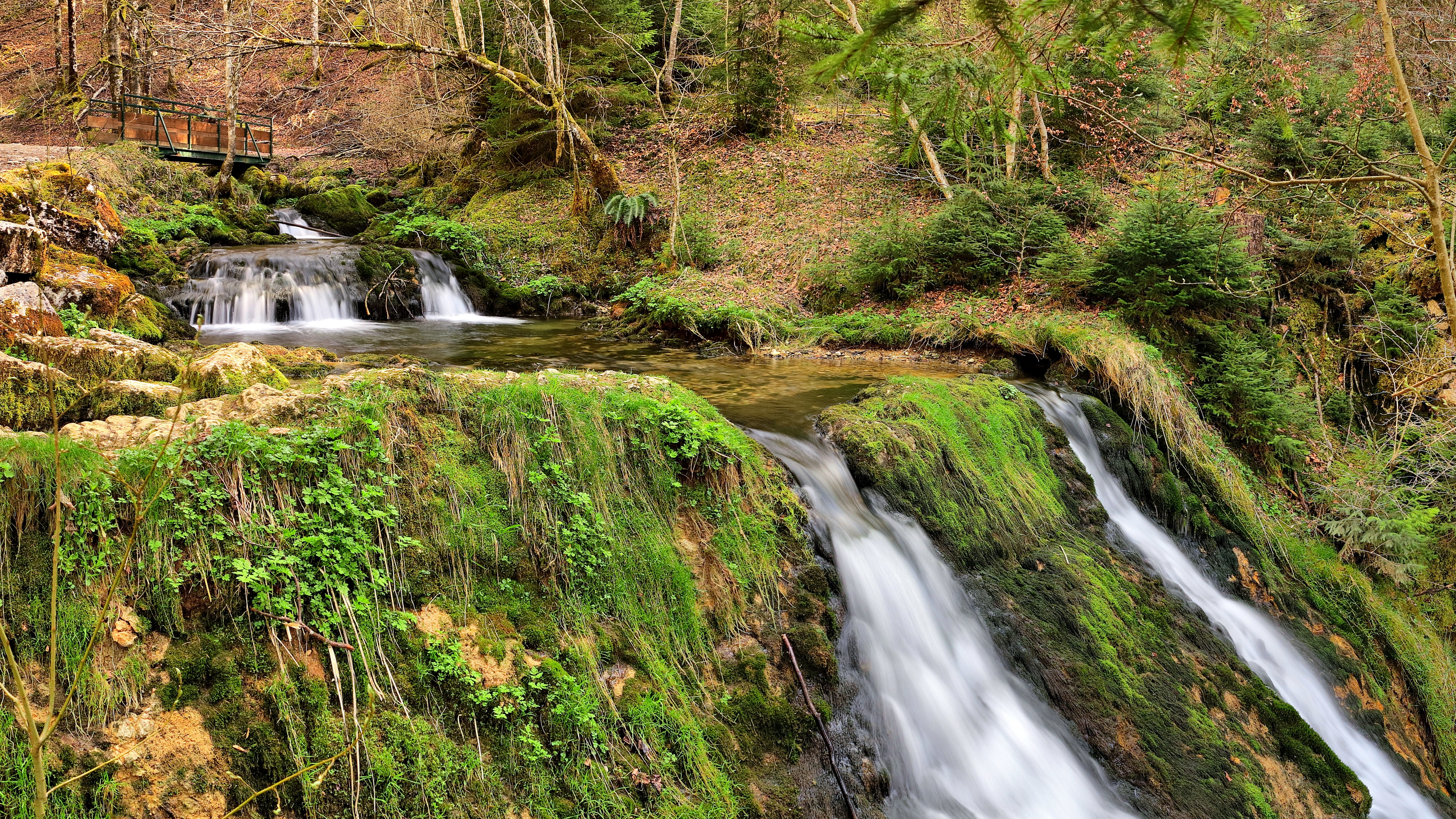
Petites cascades sur le ruisseau de la Source Bleue.
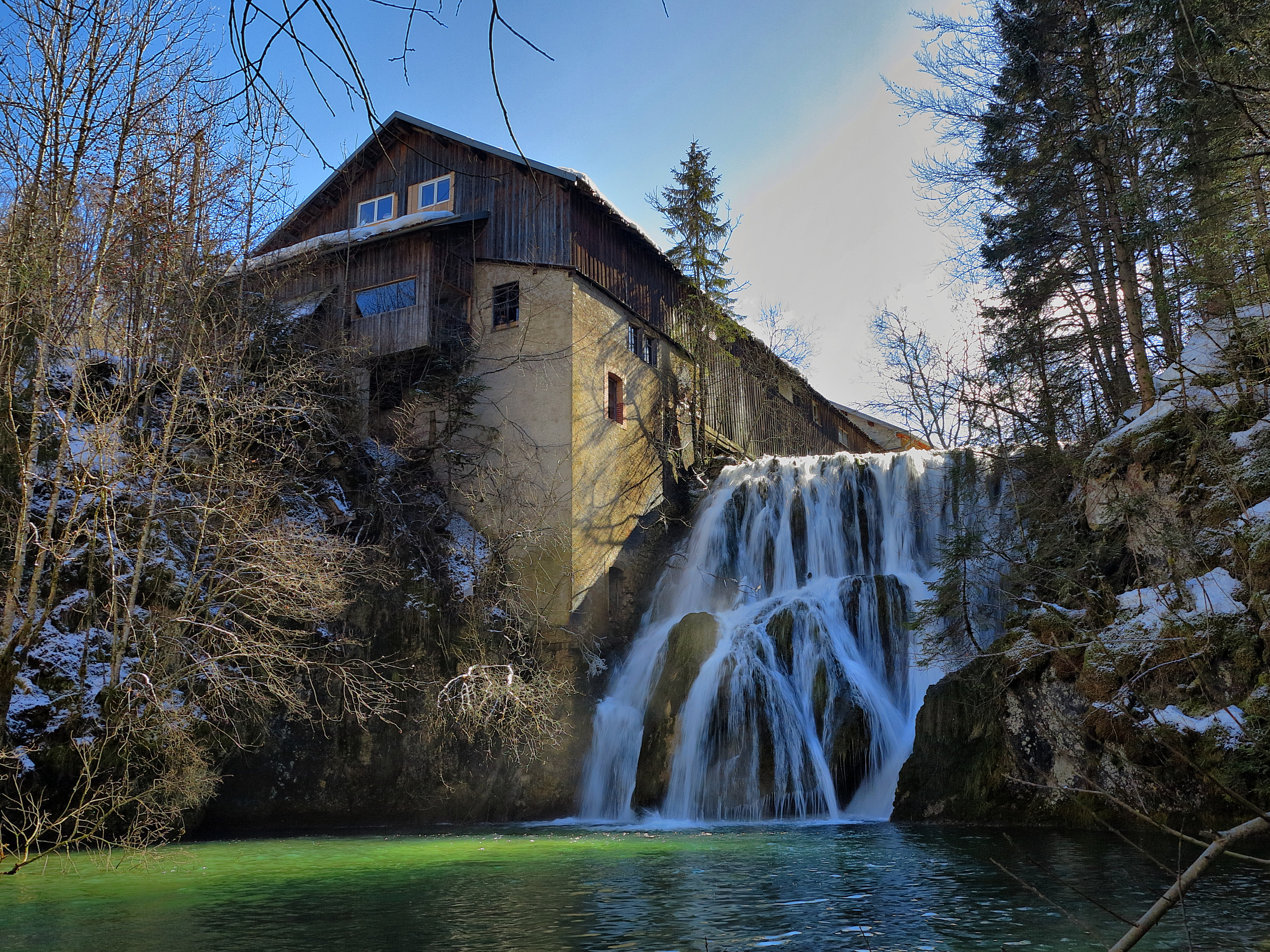
La grande cascade de la Source Bleue.

Le gouffre d'entrée, noyé, se prolonge par une galerie explorable par des plongeurs-spéléologues sur une longueur de 60 m. La galerie possède quelques ramifications non encore entièrement explorées à ce jour, et s'engouffre dans un puits de 22 m de fond...

## Couleur bleu-vert translucide
La source a une couleur naturelle bleu-vert / turquoise hors du commun, conséquence de la décomposition naturelle de la lumière du jour (diffraction du spectre visible) dans une eau translucide (phénomène également connu dans d'autres exsurgences karstiques). Le gouffre profond de 6 m, accentue ce phénomène optique particulier.

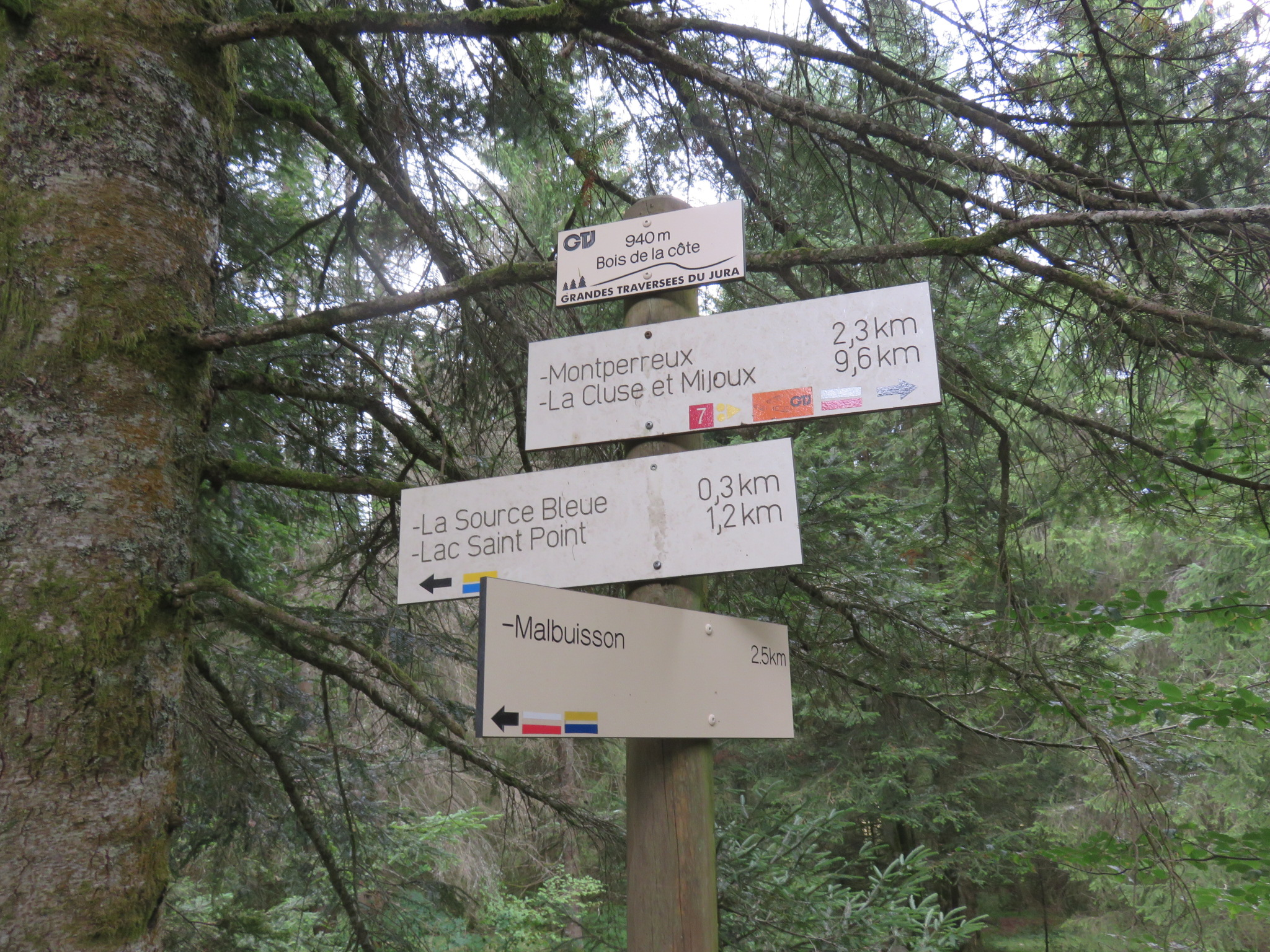
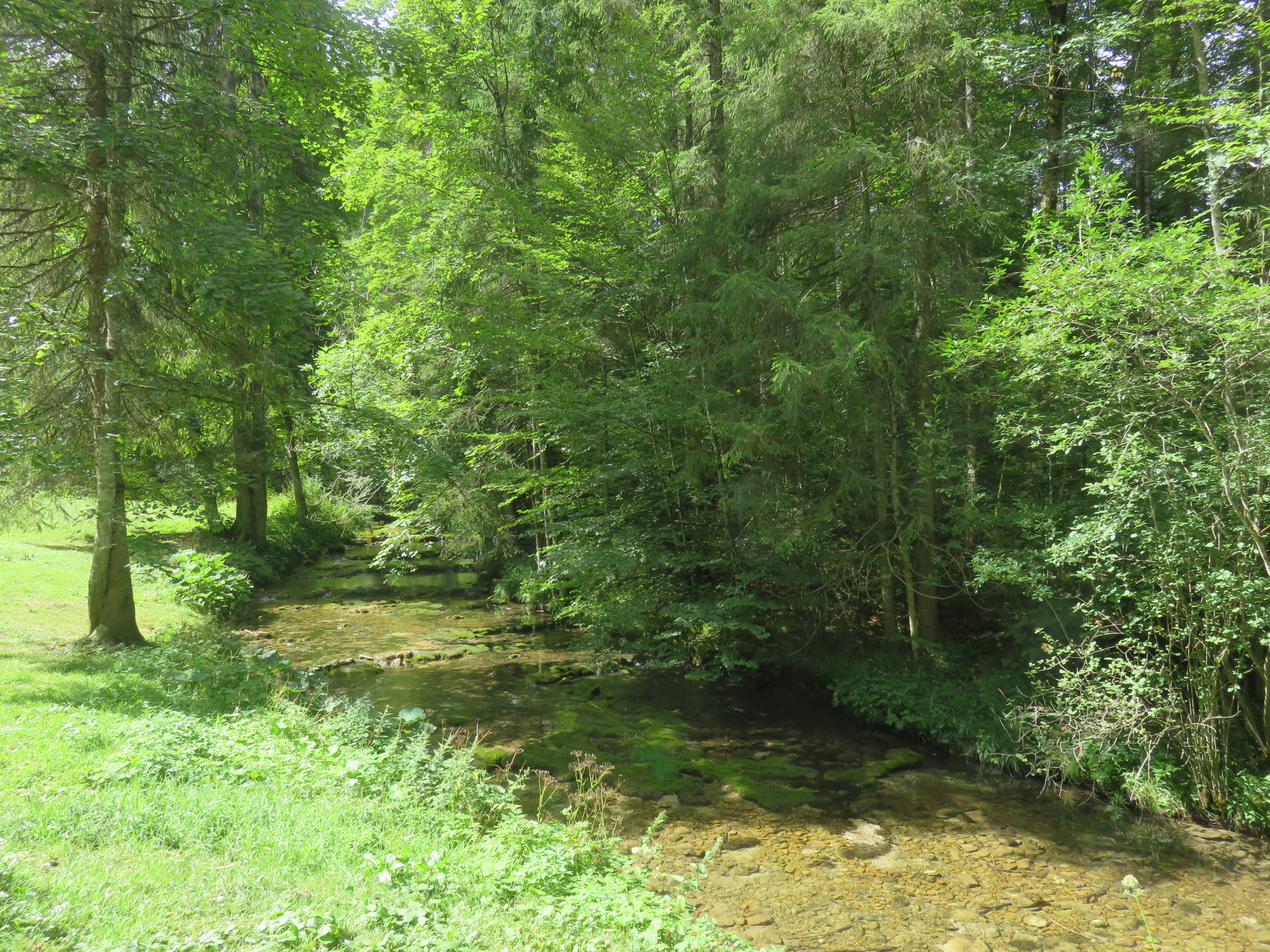
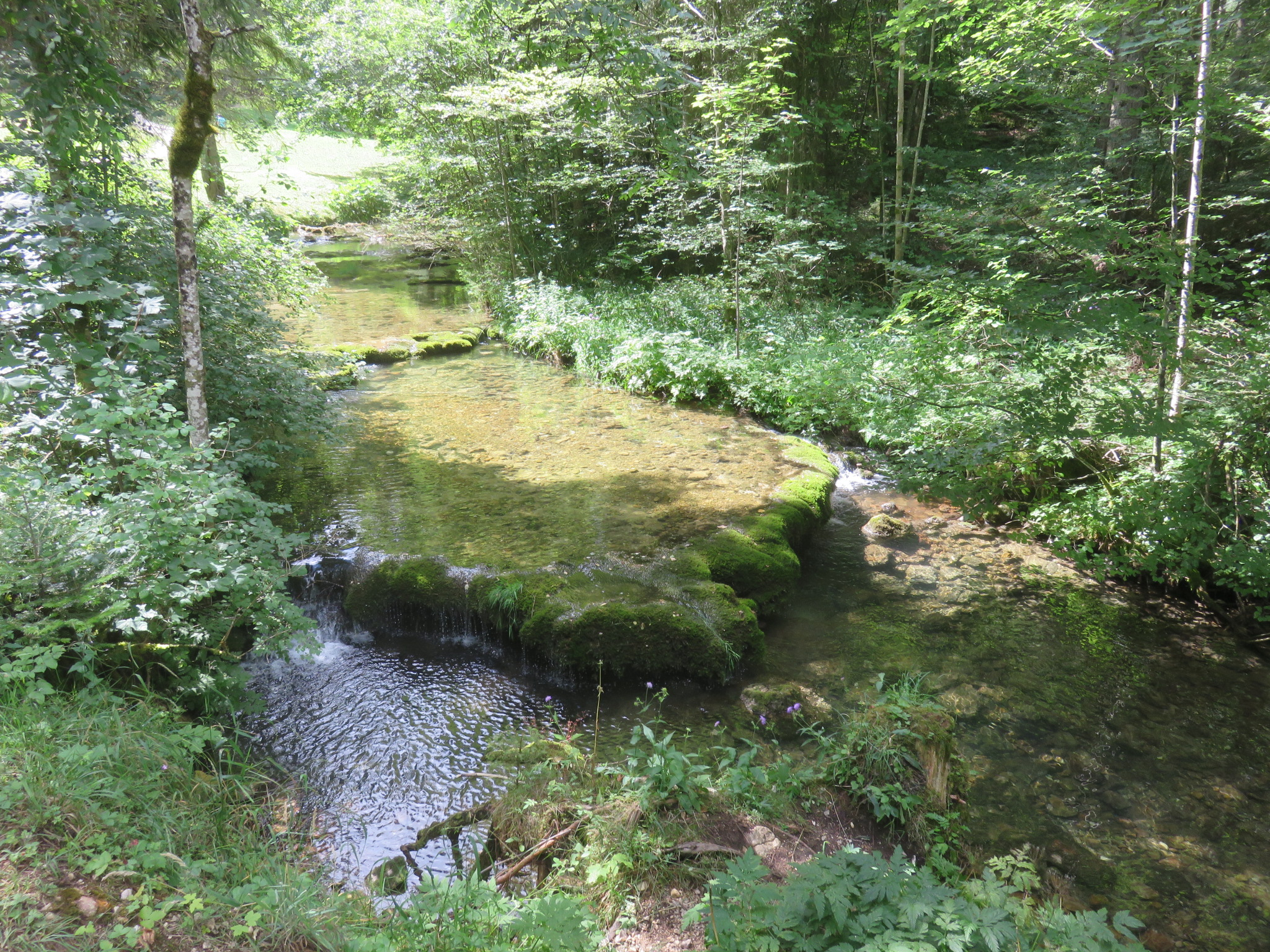
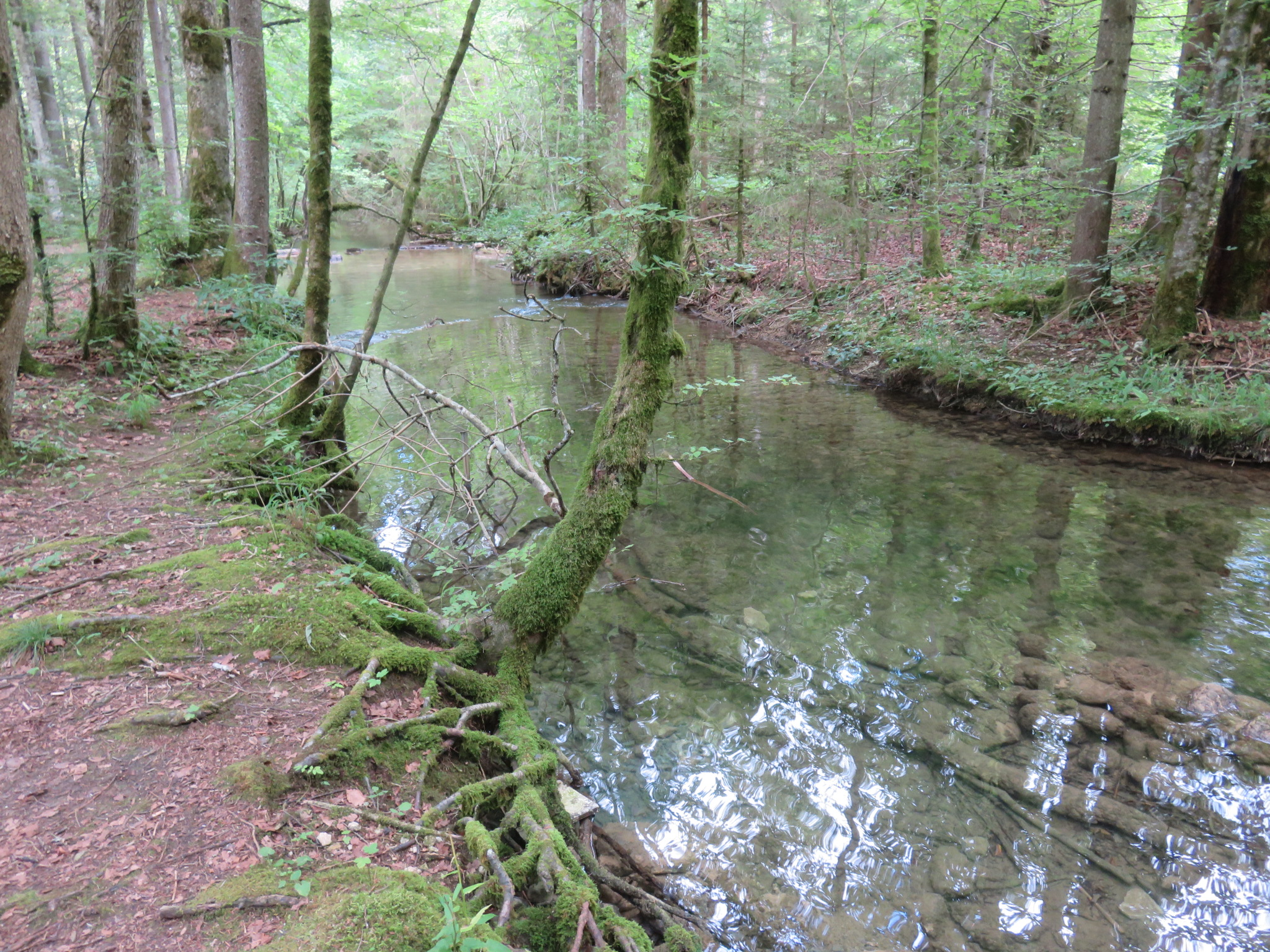
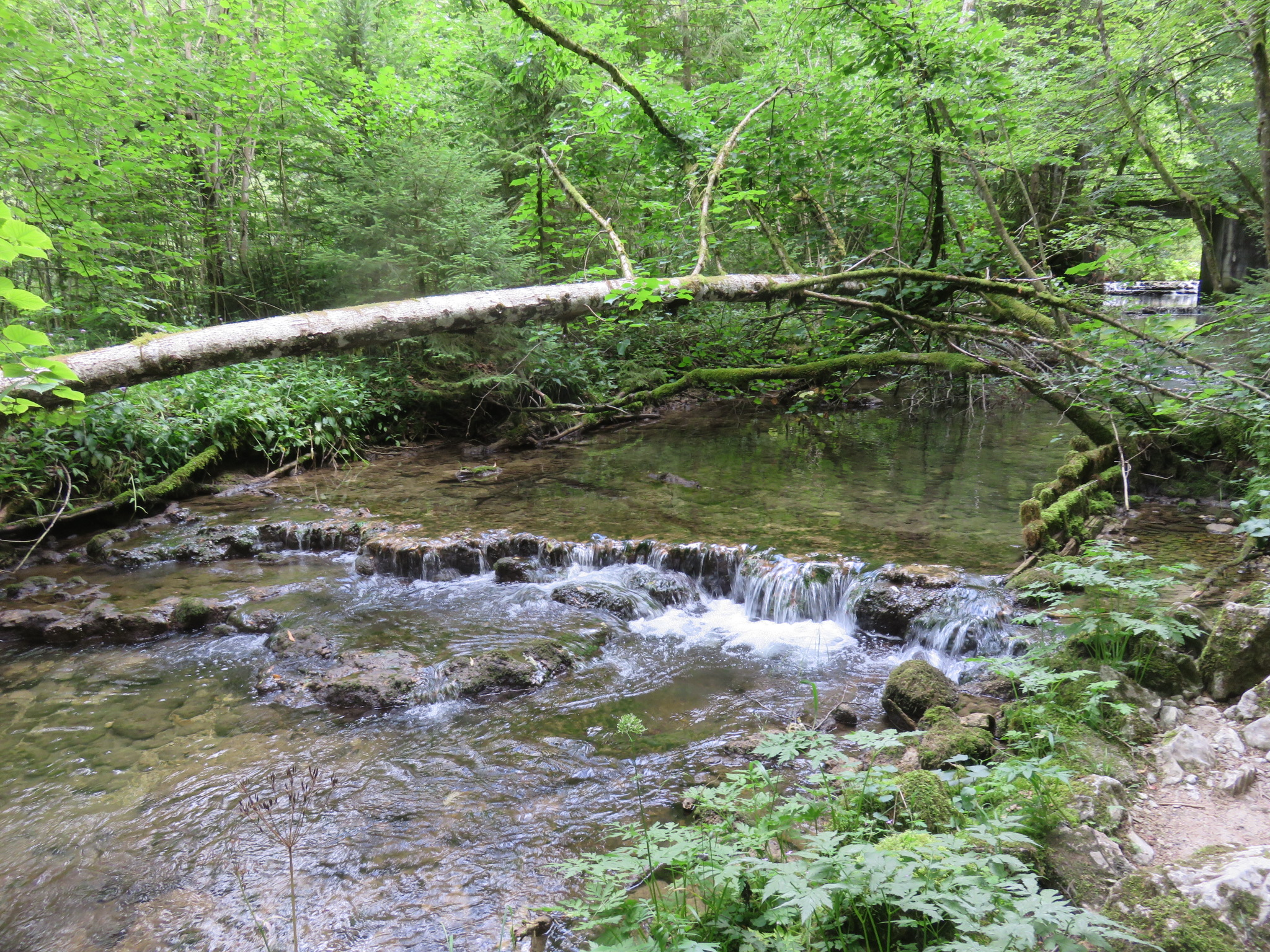
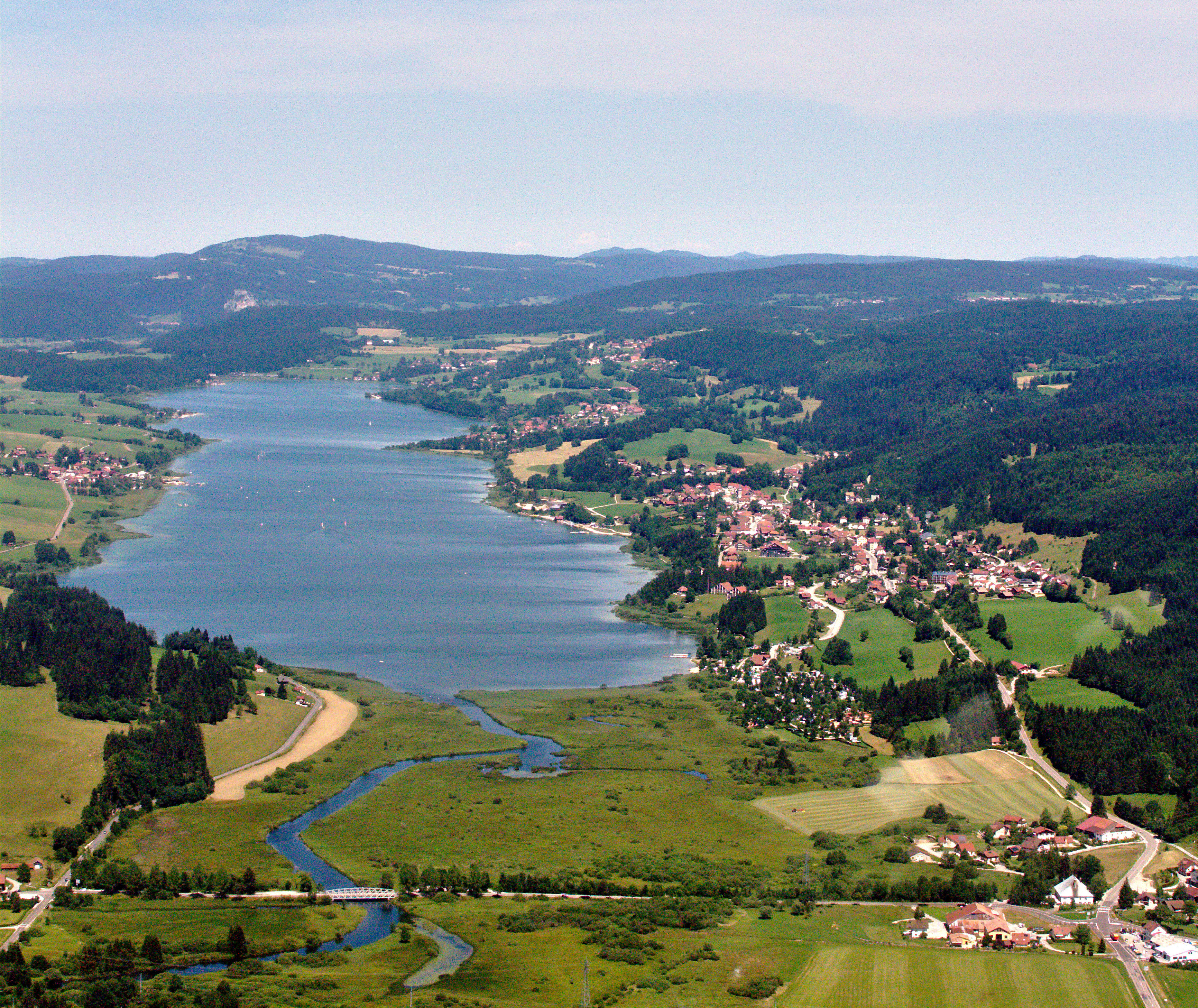
Lac de Saint-Point

Ce site s'ajoute à d'autre sites francs-comtois au bleu / vert remarquable, tel que sources de la Loue, du Doubs et du Lison, gorges du Doubs, saut du Doubs, défilé d'Entre-Roches, gorges de Remonot, gorges de la Lemme, lac de Vouglans, lac de Chalain, lacs de Clairvaux, lac du Val, gour bleu des cascades du Hérisson...
Une très cruelle et tragique légende locale explique que tout ce bleu de la source viendrait des larmes des yeux bleus de Berthe de Joux, pleurant la mort de son amant au XIIe siècle. Son jeune mari, le seigneur croisé Amauri III de Joux (famille de Joux du fort de Joux voisin), longtemps passé pour mort durant les croisades, revient contre toute attente quelques années plus tard, et découvre sa jeune épouse qui se croyait jeune veuve, avec un nouvel amoureux, le chevalier Amey de Montfaucon (famille de Montfaucon), revenu lui aussi des croisades. Ivre de rage et de douleur, Amaury tue l'amant et fait cruellement enfermer son épouse à vie dans un minuscule cachot de son fort de Joux, avec vue sur la dépouille de son amant.